# Тесленко Єгор Ігорович
Єгор Ігорович Тесленко (рос. Егор Игоревич Тесленко, нар. 31 січня 2001, Краснодар, Росія) — російський футболіст, центральний захисник клубу «Рубін».

## Ігрова кар'єра
Єгор Тесленко є вихованцем краснодарської футбольної академії. Починав грати за другу команду «Кубані». В основі краснодарського клуба Тесленко не провів жодного матчу. У 2019 році він  відправився до Москви, де приєднався до футбольної школи столичного ЦСКА. Де провів один сезон, виступаючи за молодіжну команду.
У 2020 році футболіст перейшов до складу КАМАЗу, з яким вийшов до Першої ліги. В клубі з Набережних Челнів захисник забронював за собою постійне місце в основі.
У лютому 2022 року Тесленко відправився на зимові збори з казанським «Рубіном». З яким згодом підписав контракт на 4,5 роки. У березні футболіст зіграв першу гру у новій команді. За результатами сезону разом з «Рубіном» Тесленко понизився до Першої ліги.